# إعانة حكومية
الإعانة الحكومية هي أموال تمنحها الحكومة المركزية لمشروع معين. ويُستخدَم هذا النوع من التمويل عادةً عندما تقرر الحكومة والبرلمان أن المتلقي يجب تمويله حكوميًا، لكن مع تشغيل هذه الأموال على نحو مستقل عن الدولة.
وفي المملكة المتحدة، تكون الجهات التي تحصل على هذه الإعانات الحكومية في الغالب هي الهيئات العامة غير الحكومية.
والإعانة الحكومية هي أموال يخصصها أحد مستويات الحكومة لمستوى آخر من أجل استخدامها في أغراض خاصة. وتكون هذه الأموال مصحوبة عادةً بمتطلبات ومعايير تحددها الجهة الحاكمة بشأن كيفية إنفاقها. ومن الأمثلة على ذلك اشتراط الكونغرس الأمريكي على الولايات رفع سن السماح بشرب الكحوليات من 18 إلى 21 عامًا لكي تظل هذه الولايات مؤهلة للحصول على الأموال الفيدرالية المُخصَصة للطرق السريعة بين الولايات.